# Câncer testicular
O Câncer testicular (português brasileiro) ou cancro testicular (português europeu) é o câncer que se desenvolve nos testículos, uma parte do sistema reprodutor masculino. Os sintomas podem incluir um nódulo no testículo, ou inchaço ou dor no escroto e o tratamento pode resultar em infertilidade.
Fatores de risco incluem um testículo não descendente, histórico familiar da doença, e a histórico prévio de câncer de testículo. O tipo mais comum é o tumor em células germinativas, que são divididas em seminomas e não-seminomas. Outros tipos incluem o tumor do estroma do cordão sexual-gonadal e linfomas. O diagnóstico geralmente é feito com base em um exame físico, ultra-som e exames de sangue. Para determinar o tipo, é feita a remoção cirúrgica do testículo seguido do exame com microscópio.
O câncer de testículo é altamente tratável e geralmente curável. As opções de tratamento podem incluir cirurgia, radioterapia, quimioterapia ou transplante de células-tronco. Mesmo nos casos em que o câncer se espalhou a quimioterapia, muitas vezes, oferece uma taxa de cura maior que 80%.
Globalmente, o câncer de testículo afetou aproximadamente 686 000 pessoas em 2015. Nesse ano, resultou em 9 400 mortes até 7 000 mortes em 1990. As taxas são mais baixas nos países em desenvolvimento do que nos desenvolvidos, O início ocorre mais comumente em homens de 20 a 34 anos de idade e é raro antes dos 15 anos de idade. A taxa de sobrevivência de 5 anos nos Estados Unidos é de cerca de 95%. Os resultados são melhores quando a doença continua a ser localizada.

## Tipos
Os tipos de câncer primário de testículo são:
- Seminoma: 40 a 45% dos casos. Geralmente ocorre entre os 25 e 45 anos. Geralmente começa como uma massa indolor e nao palpável que diminui a fertilidade e aparece com hidrocele(retenção de líquido em saco escrotal), mas pode ser doloroso. Alfafetoproteína (AFP) normal.[11] O subtipo seminoma espermatocítico é raro (um em cada 20 seminomas) e afeta maiores de 65 com crescimento mais lento e menor risco de metástase. Podem aumentar a gonadotrofina coriônica humana, que pode assim ser usado como diagnóstico.
- Não-seminoma: A maioria são tumores mistos, mas é comum que um tipo predomine.
  - Teratoma maduro: Cerca de 5% dos casos. São tumores de células adultas, bem diferenciadas, raramente invadem outros tecidos, mas podem reincidir após o tratamento.
  - Teratoma imaturo ou Teratocarcinoma: Cerca de 25% dos casos. Possui células mais jovens e indiferenciadas, o que aumenta seu risco de invadir tecidos circundantes, para se espalhar (metástase) fora do testículo e de voltar (reincidência) anos após o tratamento.
  - Coriocarcinoma: É um tipo muito raro (menos de 1%) e agressivo de câncer testicular de adultos. O coriocarcinoma puro frequentemente se espalha rapidamente para órgãos distantes do corpo como os pulmões, ossos e cérebro. Geralmente está associado a outros cânceres.
  - Carcinoma embrionário: De 25% dos casos, geralmente está associado a outros tumores. É muito imaturo, logo tende a crescer rápido e invadir outros tecidos. Produz AFP (alfa-fetoproteína) ou HCG níveis (gonadotrofina coriônica humana) que pode ser detectada em exame diagnóstico.
  - Orquidoblastoma: Mais comum em crianças, esse tumor parece com o saco vitelino ao microscópio, respondem bem ao tratamento.

O câncer secundário mais comum em testículo é o linfoma não-hodgkin e são mais comuns que cânceres primários. Geralmente aparecem após os 50 anos. Outros tumores secundários geralmente se originam em:
- Próstata;
- Pulmão;
- Pele (melanoma) ou;
- Rim.

## Causa
Geralmente são genéticos ou associados a má formação. Seus fatores de risco incluem:
- Criptorquidia (testículo não desce a saco escrotal);
- Transtornos do desenvolvimento testicular;
- Histórico familiar de cânceres genitais;
- Raça: É duas a quatro vezes mais comum em brancos.

## Sinais e sintomas
Os possíveis sinais e sintomas são:
- Nódulo ou massa amorfa em qualquer testículo;
- Sensação de peso no escroto;
- Dor na virilha, abdômen ou nas costas;
- Acúmulo de líquido no escroto;
- Desconforto em um testículo ou do escroto;
- Alargamento ou sensibilidade dos mamilos;
- Falta de Apetite.

## Diagnóstico diferencial
Nem todos os nódulos encontrados nos testículos são tumores e nem todos os tumores do testículo são malignos. Deve-se examinar GCH beta, AFP e LDH para fazer o diagnóstico. Existem muitas outras condições, como a microlitíase testicular, os cistos epididimários e a hidátide de Morgagni, que podem causar nódulos dolorosos, mas que não têm relação com o câncer.

## Prognóstico
O câncer testicular tem uma das mais altas taxas de cura dentre todos os tipos de câncer, com uma sobrevida estimada em cinco anos de 95%. Se o câncer não houver se espalhado para fora do testículo, a sobrevida em cinco anos é de 99%. Se já houver atingido estruturas próximas ou se tiver se espalhado para os linfonodos regionais, a taxa cai para 96%. Se já houver acometimento de órgãos ou linfonodos distantes do testículo, a sobrevida em cinco anos passa a ser de aproximadamente 74%. Mesmo para os poucos casos nos quais o câncer consegue se espalhar amplamente, o tratamento com quimioterapia oferece índices de cura de pelo menos 80%.

## Epidemiologia
É o câncer mais comum entre os 20 e 39 anos de idade, o período de maior incidência deste câncer, raramente encontrado antes dos 15 anos. Ao longo da vida, o risco de um homem desenvolver um câncer testicular é de cerca de 1 em 200 (0,4%). É de 10 a 40 vezes mais comuns em homens com Criptorquia (quando o testículo não desce ao saco escrotal).